# Pholcus crypticolens
Pholcus crypticolens là một loài nhện trong họ Pholcidae. Loài này được phát hiện ở Nga, Mông Cổ, Trung Quốc, Triều Tiên, Đài Loan và Nhật Bản.